# Wąbrzeźno
Wąbrzeźno [vɔmˈbʒɛʑnɔ] (deutsch Briesen, amtlich seit 25. Juni 1942 Briesen (Westpr.)) ist eine Stadt im Powiat Wąbrzeski der polnischen Woiwodschaft Kujawien-Pommern. Die Stadt ist Sitz der eigenständigen Landgemeinde Ryńsk.

## Geographische Lage
Die Stadt liegt im ehemaligen Westpreußen, etwa 40 Kilometer nordöstlich von Toruń (Thorn).

## Geschichte

Briesen südlich der Danziger Bucht und nordöstlich von Thorn auf einer Landkarte von 1908.

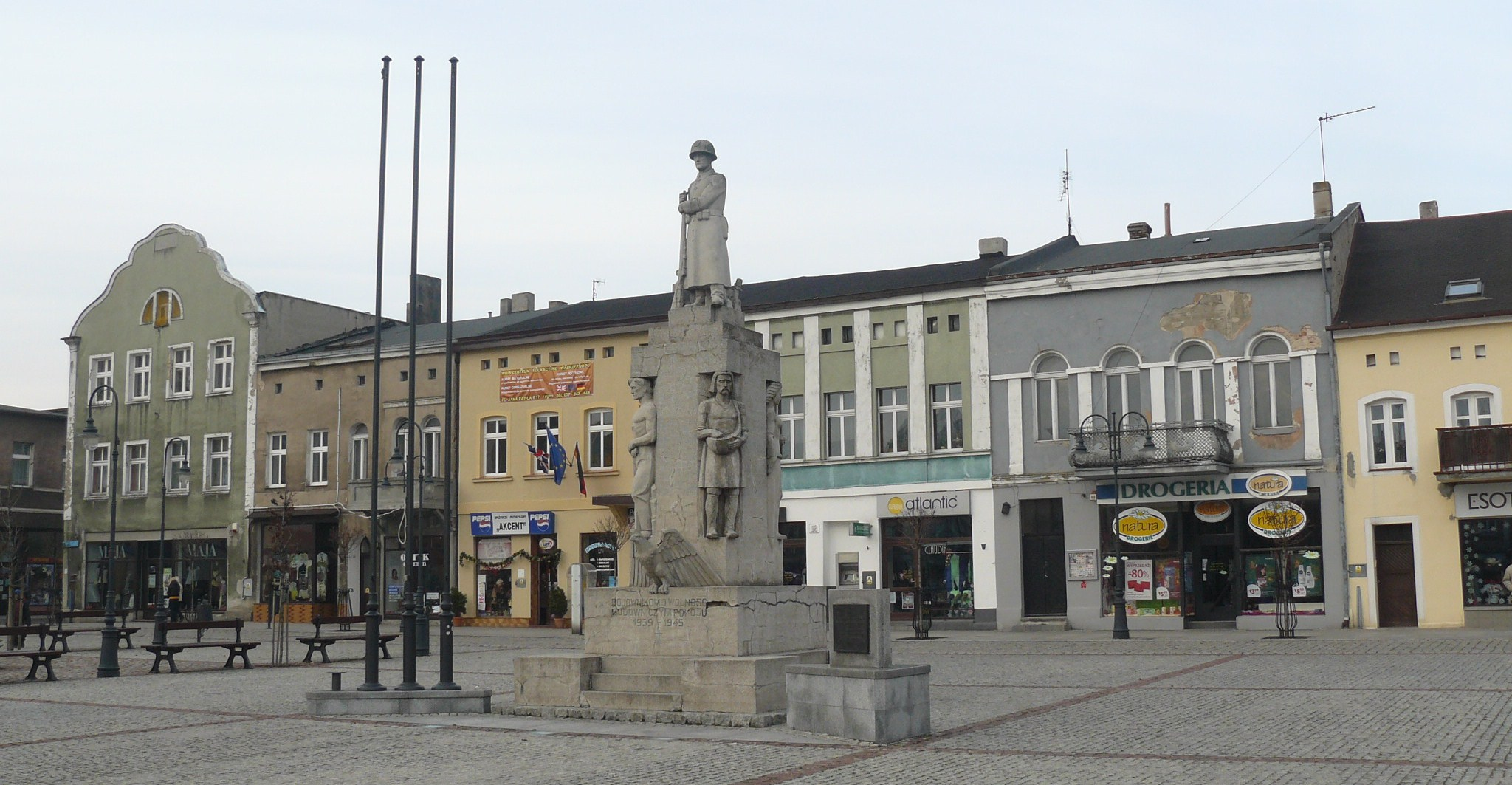
Marktplatz im Stadtzentrum

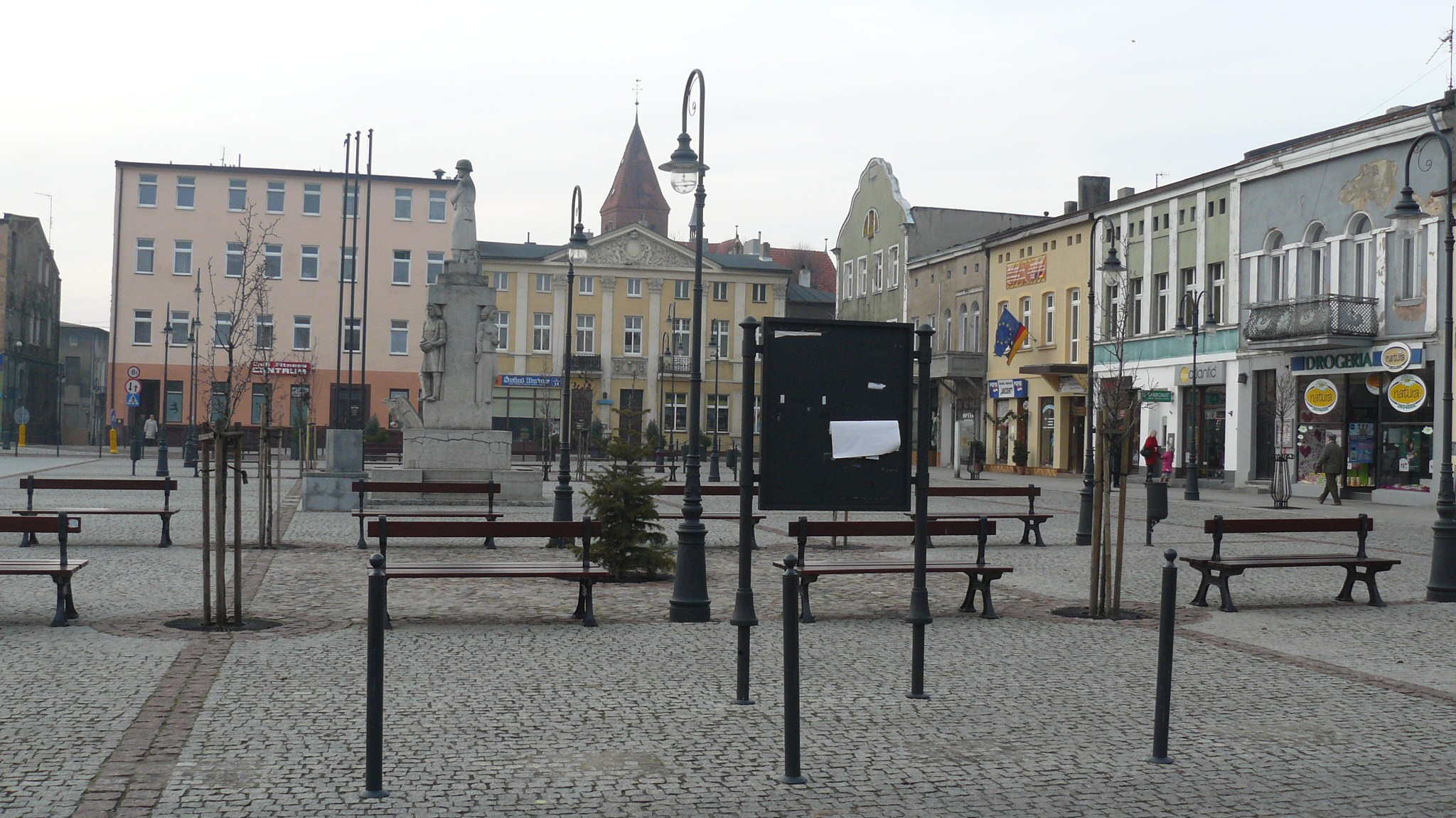
Häuser am Marktplatz

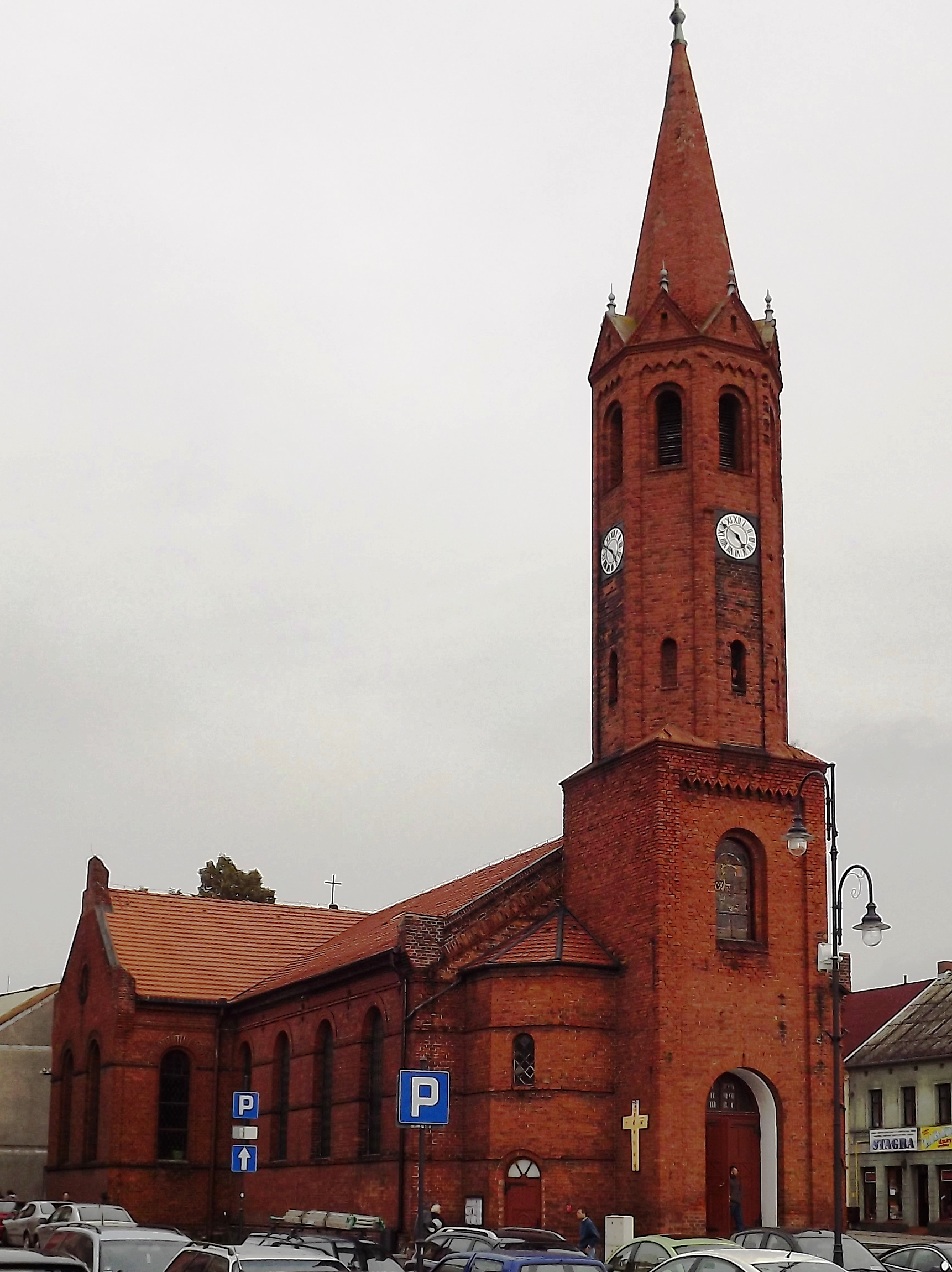
Evangelische Kirche

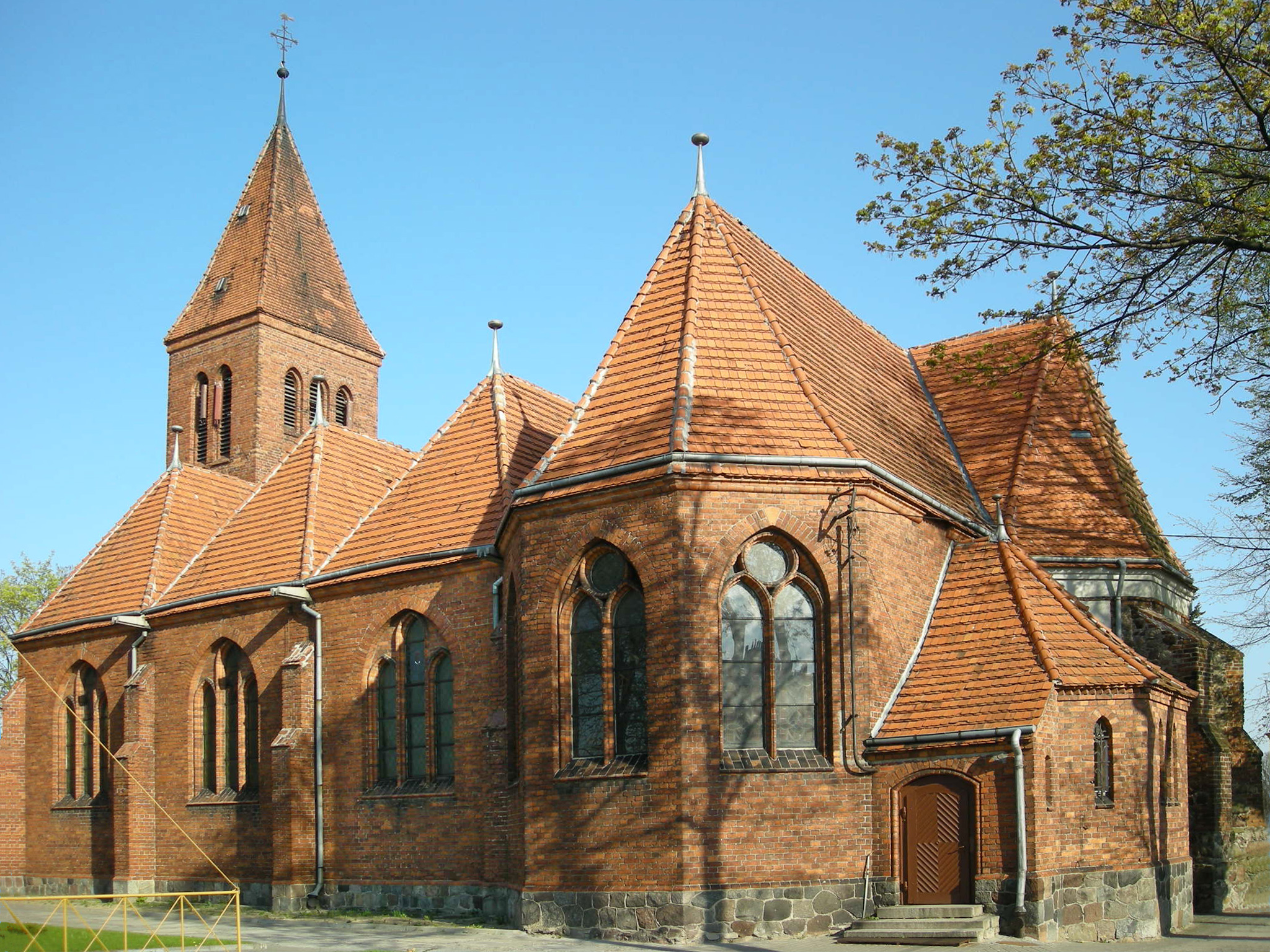
Katholische Kirche

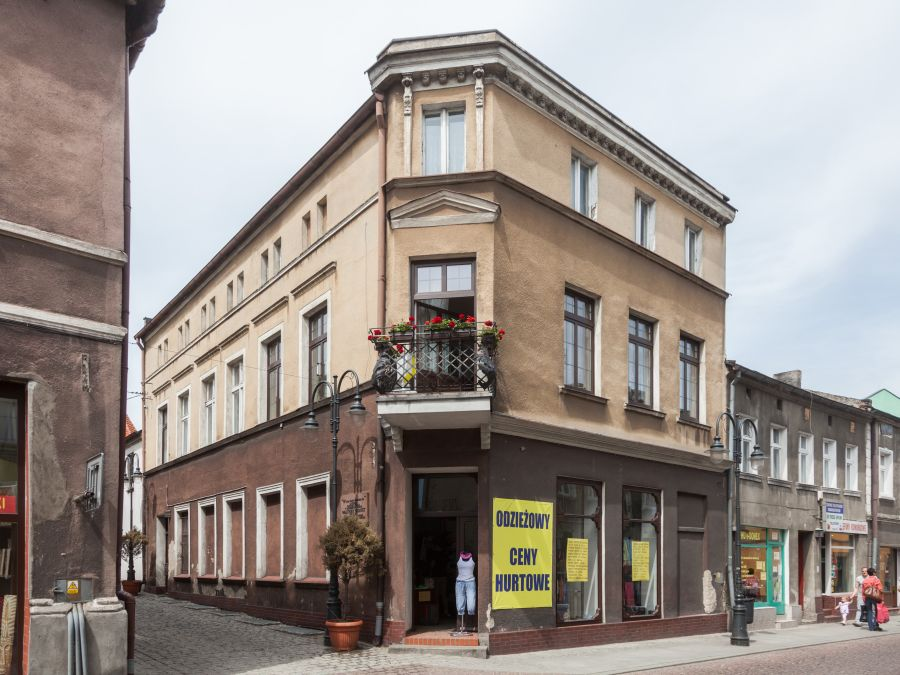
Geburtshaus des deutschen Chemie-Nobelpreisträgers Walther Nernst.

Archäologische Funde zeigen, dass slawische Stämme bereits im 8. Jahrhundert auf der Landbrücke zwischen dem Friedecksee und dem Schlosssee – über die ein alter Handelsweg führte – eine befestigte Wallanlage und frei stehende Behausungen errichteten. In einer Urkunde von 1251 wird diese Ansiedlung Vambresia germ. Wredeck oder Frydeck (Briesen) genannt. Die slawische Ortsbezeichnung soll Wambrez gelautet haben, was auf altslawisch so viel wie zwischen den Birken bedeutet.
Im 10. Jahrhundert wurde das Kulmer Land, das damals zum Herzogtum Pommern gehörte und in dem die Ortschaft lag, von dem polnischen Herzog Mieszko I mit Feldzügen bedrängt. Zu Anfang des 13. Jahrhunderts fielen prußische Stämme in das Kulmer Land ein und plünderten die dortigen Siedlungen. Da auch das Gebiet des damaligen polnischen Herzogs Konrad von Masowien nicht von prußischen Überfälle verschont blieb, holte er den Deutschen Ritterorden zu Hilfe. Der Orden erhielt 1231 das Kulmer Land, von wo aus er begann, die Prußen abzuwehren und zu unterwerfen. In einem Dokument vom 28. Juli 1243 legte der päpstliche Legat Wilhelm von Modena fest, dass zwei Drittel der durch den Deutschen Ritterorden eroberten prußischen Gebiete dem Deutschen Ritterorden, ein Drittel den Kulmer Bischöfen gehören sollten. Gemäß diesem Dokument legte Papst Innozenz IV. in einer Urkunde, vom 19. April 1246, die Kulmer Bischöfe als Besitzer unter anderem von Wredeck fest.
1251 wurde in Wambresin die Stiftskirche St. Simon und Juda errichtet, in diesem Zusammenhang ist vermutlich auch die Stadtgründung von Frydeck oder Friedeck erfolgt, wie der Name der Stadt zur Zeit des Deutschen Ordens lautete.
Zu Beginn des 14. Jahrhunderts wurde die Stiftskirche als massiver Steinbau neu errichtet, und der Kulmer Bischof Herman von Prizna ließ um die Stadt herum eine Stadtmauer, und im Nordwesten der Stadt ein Schloss errichten. Im Dreizehnjährigen Krieg (1454–1466) zwischen dem mit Polen verbündeten Preußischen Bund und dem Deutschen Ritterorden wurden die Stadt Friedeck, das Schloss und die umliegenden Dörfer vollständig verwüstet. Nach dem Wiederaufbau des Schlosses war dieses bis 1773 Wohnsitz der Kulmer Bischöfe.
Mit dem Zweiten Thorner Frieden von 1466 wurde die Stadt Friedeck, als Teil von Königlich Preußen, in die Polnisch-Litauische Union eingegliedert. 1655 wurde sie im Zweiten Polnisch-Schwedischen Krieg von den Schweden verwüstet. 1700 fand ein verheerender Stadtbrand statt, der einen Großteil der Stadt zerstörte.
Durch die Erste Teilung Polen-Litauens 1772 wurde das königliche Preußen mit Briesen von Preußen annektiert. 1788 wurde Friedeck in Briesen umbenannt. Später folgte der Zusatz Westpreußen. 1792 kam es erneut zu einem verheerenden Brand, wonach das Schloss als Steinbruch für den Wiederaufbau verwendet wurde.
Zur Zeit von Napoleon Bonaparte wurde Briesen von 1807 bis 1815 dem Großherzogtums Warschau zugeordnet. Durch den Wiener Kongress wurde die Stadt an Preußen zurückerstattet.
Die Einwohner von Briesen lebten vornehmlich vom Ackerbau und der Brauerei. Mitte des 19. Jahrhunderts erreichte die Industrialisierung auch Briesen. Voraussetzung dafür war seine günstige Lage durch seinen seit 1848 bestehenden Kunststraßenanschluss und die Eisenbahn. Den Anschluss zur Hauptbahn stellte die Kreisbahn Briesen her. Im Jahre 1900 bestanden in Briesen unter anderem mehrere Fabriken für Zement, Kunstsandstein, Maschinenbau, Fahrzeugbau. Hinzu kamen eine moderne Brauerei, Molkerei, Mahlmühle sowie mehrere Ziegeleien.
Seit 1887 war Briesen Kreisstadt des Landkreises Briesen (Westpr.) im Regierungsbezirk Marienwerder der Provinz Westpreußen.
Nach Ende des Ersten Weltkriegs musste Briesen aufgrund der Bestimmungen des Versailler Vertrags zum Zweck der Einrichtung des Polnischen Korridors an Polen abgetreten werden, mit Wirkung vom 20. Januar 1920 und ohne Volksabstimmung. Briesen wurde in Wąbrzeźno umbenannt. Durch den Überfall auf Polen 1939 kam das entnommene Territorium des Polnischen Korridors völkerrechtswidrig zum Reichsgebiet, und Briesen mit dem Kreisgebiet wurde dem Regierungsbezirk Marienwerder im Reichsgau Danzig-Westpreußen angegliedert, zu dem die Stadt bis 1945 gehörte.
In dieser Zeit wurden aus dem Landkreis Briesen 3500 Polen in das Lager Lebrechtsdorf–Potulitz und 300 in das Lager in Thorn verbracht. An ihrer Stelle wurden sog. Volksdeutsche aus Galizien und Bessarabien angesiedelt.
Gegen Ende des Zweiten Weltkrieges besetzte am 24. Januar 1945 die 65. Armee der Roten Armee unter der Führung von General Pawel Batow die Stadt. Hierbei kam es zu keinen größeren Gefechten, so dass es keine nennenswerten Zerstörungen gab. Bei Kämpfen im Landkreis fielen etwa 121 Rotarmisten, die auf einem Soldatenfriedhof in der Stadt beigesetzt wurden. Einige Tage nach dem Einmarsch der sowjetischen Truppen begannen NKWD-Einheiten – wie in allen anderen besetzten Gebieten auch – mit der „Säuberung“ der Bevölkerung. Im Zuge dieser bis Mitte Februar andauernden Kampagne wurden insgesamt 776 Personen aus dem Landkreis Briesen, davon 261 aus der Stadt selbst, in Arbeitslager in die Sowjetunion verschleppt. Von diesen Personen starben die meisten während des oft Wochen dauernden Transports in die Arbeitslager oder in den Arbeitslagern selbst. Bei den Deportierten handelte es sich meist um ethnische Polen, die nach 1939 in die Gruppe III der Deutschen Volksliste aufgenommen worden waren. Das Alter der Deportierten lag zwischen 14 und 75 Jahren, und der Frauenanteil betrug 32,8 %.
Soweit die deutschen Einwohner nicht geflohen waren, wurden sie größtenteils vertrieben.
Im Jahr 1975 verlor die Ortschaft den Status einer Kreisstadt, 1999 erhielt sie ihn zurück.

### Demographie
| Jahr | Einwohner | Anmerkungen |
| ---- | --------- | --- |
| 1772 | 0502      | [ 8 ] |
| 1783 | 0665      | in 84 Haushalten (Feuerstellen), meist katholische Polen |
| 1831 | 01.100    | teils deutsche, teils polnische Bevölkerung |
| 1875 | 03.964    | [ 11 ] |
| 1880 | 04.498    | [ 11 ] |
| 1900 | 06.071    | meist Katholiken |
| 1910 | 08.174    | am 1. Dezember, davon 3.645 mit deutscher Muttersprache (darunter 3.069 Evangelische, 240 Katholiken und 293 Juden), 4.366 mit polnischer Muttersprache (sämtlich Katholiken), aber keine Einwohner mit kaschubischer Muttersprache |
| 1921 | 08.200    | meist Polen |
| 1943 | 10.051    | [ 8 ] |

| Jahr | Einwohner | Anmerkungen |
| ---- | --------- | ----------- |
| 1988 | 12.396    |             |
| 1998 | 14.283    |             |
| 2003 | 14.523    |             |
| 2007 | 13.830    | [ 15 ]      |

## Gmina
- Die Stadt Wąbrzeźno bildet eine Stadtgemeinde.
- Die eigenständige Landgemeinde Wąbrzeźno trug bis 2016 den Namen dieser Stadt, die ihr selbst nicht angehörte. Die Landgemeinde wurde zur Landgemeinde Ryńsk umbenannt.

### Landgemeinde Ryńsk
Die eigenständige Landgemeinde Ryńsk hat ihren Sitz weiterhin in Wąbrzeźno. 2017 wurde sie nach dem Dorf Ryńsk (deutsch: Rynsk, 1902–1945 Rheinsberg) benannt. Bis 2016 trug sie den Namen der Stadt Wąbrzeźno, die ihr selbst nicht angehört. Die Landgemeinde hat eine Fläche von 200,8 km² auf der 8574 Menschen leben (31. Dezember 2020).

## Städtepartnerschaften
Seit 2006 besteht eine Städtepartnerschaft mit der deutschen Stadt Syke im Landkreis Diepholz in Niedersachsen.

## Söhne und Töchter der Stadt
- Walther Nernst (1864–1941), deutscher Physiker und Chemiker, Nobelpreisträger
- Paul Zech (1881–1946), deutscher Schriftsteller
- Hans Toepper (1885–1956), deutscher Maler
- Bruno Siegel (1889–1945), römisch-katholischer Geistlicher und Märtyrer
- Roy Hinkel (1905–1981), kanadischer Eishockeyspieler, Weltmeister und Olympiasieger
- Gisela Hahn, bürgerlich Gisela Drenkhan (* 1943), deutsche Schauspielerin
- Jarosław Zarębski (* 1979), Radsportler
- Karolina Kudłacz-Gloc (* 1985), Handballspielerin